# Орда 2: Цитадель
Орда 2: Цитадель — компьютерная игра в жанре стратегии в реальном времени, продолжение игры Орда: Северный ветер. Действие игры происходит в мире Семиречья — фэнтезийной Древней Руси.

## Сюжет
Желая завладеть кристаллами любой ценой, Теймур собрал большее войско. Обманом, лестью и подкупом он переманил на свою сторону многих колдунов и отшельников и запретил им собирать кристаллы. Сам же оставил на пути семиреков своих джинов, рассчитывая на людскую алчность и любопытство. Стараясь угодить своему новому покровителю отшельники изобрели порох и научили воинов Теймура изготавливать пушки.
Готовясь к новым походам, Теймур перекрыл все подступы к городу Вореж, а оставил только дорогу через землю теней, на которую могли заходить только драконы-обладатели Короны. Теймуру не удалось склонить на свою сторону драконов, они не пустили его на свою землю, а его колдунов замуровали в скалы. Но Теймур отнял у драконов корону и разделил её на две части, которые отдал своим верным колдунам. А чтобы их не отняли, сделал колдунов бессмертными.

## Игровой процесс
Так же как и в предыдущей игре Орда: Северный ветер, игрок волен выбирать одного из трёх представленных героев: Олег,Эрик и Игорь, которые не отличаются ничем кроме стартовой локации и цвета юнитов. Также существует возможность игры в режиме hotseat, когда несколько игроков от двух до трёх могут управлять своими войсками установленное время, после чего ИИ берёт под контроль управление войсками и поселением, а ход передаётся следующему игроку.
В игре появились:
- Новые юниты, в том числе лучники с мечом, арбалетчики на лошадях, воины с палицей, копьем, голуби и башни стреляющие ядрами.
- Мир «Орды» оживят новые обитатели: драконы, крокодилы, скорпионы, джины…
- Появились новые здания: каменный замок, казарма, завод, лаборатория, мельница, конюшня и голубятня.
- Новые ландшафты: пустыни, горы, вулканы, пески, пещеры (подземный мир), населенные необычными тварями, монстрами и усеянные множеством неожиданных препятствий.
- Драконы больше не будут отсиживаться в своей пещере. Они будут активно сражаться с людьми, а иногда и помогать им, исполняя роль летающих огнедышащих юнитов.

Главная цель игрока — переходя из карты в карту, сражаясь и заключая союзы с местными князьями-семиреками, используя заклинания и призвав могущественных существ, пройдя через землю драконов и землю теней, первым оказаться у стен города Вореж.

## Рецензии
Рецензент Absolute Games поставил игре 35 %. Обозреватель отметил скучный игровой процесс и плохую графику. Вердикт: «Можно обвинять дорогую редакцию в жестоком отношении к трудолюбивым отечественным разработчикам (А то! Люди два года дюжину карт рисовали!) и злостном отсутствии патриотизма, однако факт остается фактом. „Орда 2“ в состоянии вызвать учащенное сердцебиение только у горячих фанатов первой части, владельцев процессоров-мастодонтов и людей, утомленных ежедневными двадцатичасовыми бдениями за WarCraft 2 Battle.net Edition».
Рецензент Игромании Антон Логвинов выставил оценку в 0,001 балла отметив что "Если первая «Орда» в свое время смогла выплыть под лозунгом «русский „Варкрафт“!» (именно первый, а не второй), то вторая вряд ли сподвигнет среднестатистического игрока на что-нибудь более выразительное, чем кратковременную ухмылку при взгляде на коробку с игрой".